# Джеймс Каан
Джеймс Едмънд „Джими“ Каан (на английски: James Edmund „Jimmy“ Caan; 26 март 1940 – 6 юли 2022) е американски актьор, номиниран за награди Оскар, Еми и Златен глобус.
Името му добива популярност през 1972 година, след като изиграва ролята на Сони Корлеоне във филма на Франсис Форд Копола – „Кръстникът". Сред другите му класически роли са във филма на Роб Райнър –„ Мизъри“ (1990), по роман на Стивън Кинг, и симпатичният управител на казиното Монтесито – Ед Дилайн в хитовия телевизионен сериал„ Лас Вегас“ (2003 – 2007).

## Биография
Джеймс Каан е роден на 26 март 1940 година в Бронкс, Ню Йорк. Родителите му Софи и Артър Каан са евреи, бегълци от Германия. Баща му е търговец на месо. Каан израства в Сънисайд, Куинс. Учи в частното основно училище Роудс в Манхатън. Посещава Мичиганския щатски университет в Ист Лансинг, Мичиган, където следва икономика. По-късно се премества в частния университет Хофстра в Хемпстед, Ню Йорк, но не се дипломира. Докато учи там е заинтригуван от актьорството. Явява се на прослушване и е приет в нюйоркското актьорско училище „Нейбърхуд Плейхаус Скул ъф Тиътър“, където се дипломира.
Джеймс Каан практикува бойни изкуства. Той е обучаван от Такаюки Кубота в продължение на почти 30 години, преминавайки през различните нива. Има шести дан в стила карате – Госоку Рю. Получава титлата „Сок Дай“ от международната асоциация по карате. Каан обучава полицията на град Кълвър Сити, Калифорния в използването на бойни изкуства.
Джеймс Каан умира на 82 годишна възраст на 6 юли 2022 г. в Лос Анджелис.

## Личен живот
В периода 1960 – 1966 година Каан е женен за Дий Джей Матис. Имат дъщеря – Тара А. Каан, родена на 5 ноември 1964 година.
Вторият му брак просъществува само една година (1976 – 1977). Той е с бившата приятелка на Елвис Пресли Шийла Райън. На 23 август 1976 година се ражда синът им Скот Каан.
От 1990 до 1995 година Джеймс Каан е женен за Ингрид Хайек. От този брак също има едно дете – Александър Джеймс Каан, роден на 10 април 1991 година.
Актьорът сключва четвъртия си брак с Линда Стокс през 1996 година. Двамата имат две деца – Джеймс Артър Каан, роден на 6 ноември 1995 година и Джейкъб Никълъс Каан, роден на 24 септември 1998 година.

## Избрана филмография

### Актьор
| година    | филм                                          | оригинално заглавие                 | роля                            | режисьор                | бележки                                |
| --------- | --------------------------------------------- | ----------------------------------- | ------------------------------- | ----------------------- | -------------------------------------- |
| 1964      | Жена в клетка                                 | Lady in a Cage                      | Рандъл Симпсън О`Конър          | Уолтър Грауман          |                                        |
| 1966      | Ел Дорадо                                     | El Dorado                           | Алън Бурдилон Трахер (Мисисипи) | Хауърд Хоукс            |                                        |
| 1972      | Кръстникът                                    | The Godfather                       | Сони Корлеоне                   | Франсис Форд Копола     | номинации за „Оскар“ и „Златен глобус“ |
| 1974      | Комарджията                                   | The Gambler                         | Аксел Фрийд                     | Карел Рейш              | номинация за „Златен глобус“           |
| 1974      | Кръстникът 2                                  | The Godfather: Part II              | Сони Корлеоне                   | Франсис Форд Копола     |                                        |
| 1975      | Забавна дама                                  | Funny Lady                          | Били Роуз                       | Хърбърт Рос             | номинация за „Златен глобус“           |
| 1975      | Ролербол                                      | Rollerball                          | Джонатан И.                     | Норман Джуисън          | награда „Сатурн“                       |
| 1975      | Елитните убийци                               | The Killer Elite                    | Майк Локен                      | Сам Пекинпа             |                                        |
| 1981      | Крадец                                        | Thief                               | Франк                           | Майкъл Ман              |                                        |
| 1988      | Чуждоземна нация                              | Alien Nation                        | детектив сержант Матю Сайкс     | Гейл Ан Хърд            |                                        |
| 1990      | Дик Трейси                                    | Dick Tracy                          | Спалдони                        | Уорън Бейти             |                                        |
| 1990      | Мизъри                                        | Misery                              | Пол Шелдън                      | Роб Райнър              | номинация за награда „Сатурн“          |
| 1991      | За момчетата                                  | For the Boys                        | Еди Спаркс                      | Марк Райдел             |                                        |
| 1992      | Меден месец във Вегас                         | Honeymoon in Vegas                  | Томи Кормън                     | Ендрю Бергман           |                                        |
| 1993      | Плът на раздора                               | Flesh and Bone                      | Рой Суийни                      | Стив Клоувс             |                                        |
| 1996      | Северна звезда                                | North Star                          | Шон Макленън                    | Нилс Гауп               |                                        |
| 1996      | Заличителят                                   | Eraser                              | шериф Робърт Дигюрин            | Чък Ръсел               |                                        |
| 1996      | Ракета в бутилка                              | Bottle Rocket                       | Ейб Хенри                       | Уес Андерсън            |                                        |
| 1998      | Пудъл Спрингс                                 | Poodle Springs                      | Филип Марлоу                    |                         | ТВ филм                                |
| 1999      | Мики Синьото око                              | Mickey Blue Eyes                    | Франк Витале                    | Кели Макин              |                                        |
| 2001      | Надзирателят на Ред Рок                       | Warden of Red Rock                  | Джон Флайндърс                  |                         |                                        |
| 2001      | В сенките                                     | In the Shadows                      | Ланс Хюстън                     | Рик Роман Уо            |                                        |
| 2003      | Догвил                                        | Dogville                            | Големият Мъж                    | Ларс фон Триер          |                                        |
| 2003      | Елф                                           | Elf                                 | Уолтър Хобс                     | Джон Фавро              |                                        |
| 2003/2007 | Лас Вегас                                     | Las Vegas                           | Ед Дилайн                       |                         | ТВ сериал                              |
| 2008      | Умирай умно                                   | Get Smart                           | Президент                       | Питър Сегал             |                                        |
| 2008      | Стръмен път                                   | Wisegal                             | Салваторе Палмери               | Джери Чикорити          |                                        |
| 2009      | Посредникът                                   | Middle Men                          | Джери Хагърти                   | Джордж Гало             |                                        |
| 2009      | Облачно с кюфтета                             | Cloudy with a Chance of Meatballs   | глас                            | Фил Лорд Крис Милър     | анимация                               |
| 2010      | Престъплението на Хенри                       | Henry's Crime                       | Макс Залцман                    | Малкълм Венвил          |                                        |
| 2012      | Браво, момчето ми!                            | That's My Boy                       |                                 | Шон Андерс              |                                        |
| 2013      | Кръвни връзки                                 | Blood Ties                          | Леон Пежински                   |                         |                                        |
| 2013      | Облачно с кюфтета 2: Отмъщението на огризките | Cloudy with a Chance of Meatballs 2 | глас                            | Коуди Камерън Крис Пърн | анимация                               |
| 2016      | Добрият съсед                                 | The Good Neighbor                   | Харолд Грейни                   | Касра Фарахани          |                                        |
| 2023      | Бързия Чарли                                  | Fast Charlie                        | Стан                            | Филип Нойс              |                                        |